# Roberto Lippi
Roberto Lippi (* 17. Oktober 1926 in Rom; † 31. Oktober 2011 in Anzio) war ein italienischer Autorennfahrer.

## Karriere
Roberto Lippi war schon in den 1950er-Jahren als Sportwagenpilot erfolgreich. 1955 teilte er sich bei der Targa Florio das Steuer eines Maserati mit Giorgio Scarlatti. Das Duo erreichte den achten Rang in der Gesamtwertung. 1957 sicherte er sich die italienische Sportwagenmeisterschaft in der Klasse bis 750 cm³. Im selben Jahr nahm er auf einem Stanguellini auch am 24-Stunden-Rennen von Le Mans teil. Nach 67 gefahrenen Runden musste er das Rennen nach einem Defekt an der Zündanlage aufgeben.
In Italien wurde Lippi mit der Einführung der Formel Junior 1958 bekannt. Er gewann das allererste Rennen dieser Rennformel in seinem Heimatland und gewann Ende des Jahres die Meisterschaft.
Weniger erfolgreich verliefen die Ambitionen des Count in der Automobil-Weltmeisterschaft. Lippi trat zwischen 1961 und 1963 für den privaten Rennstall Scuderia Settecolli an, der einen De Tomaso F1 – konkret das zweite von fünf hergestellten Chassis – von De Tomaso erworben hatte. 1961 und 1962 wurde das Auto von einem 1,5 Liter großen Vierzylindermotor von Osca angetrieben. 1963 wechselte Lippi zunächst zu einem Maserati-Motor, bevor er für den letzten Einsatz, den Großen Preis von Italien, einen Ferrari 156-Motor installieren ließ.
Zwischen 1961 und 1963 meldete sich Lippi mit der Scuderia Settecolli zu drei Weltmeisterschaftsläufen und zu fünf weiteren Rennen, die allerdings keinen Weltmeisterschaftsstatus hatten.
Von seinen Bemühungen, sich zu den Großen Preisen von Italien der Jahre 1961, 1962 und 1963 in Monza zu qualifizieren, war nur der erste Versuch erfolgreich. Lippi konnte sich hier als 32. und letzter qualifizieren, fiel jedoch nach einem Motordefekt frühzeitig aus. 1962 und 1963 verpasste Lippi die Qualifikation jeweils deutlich.
Abgesehen von diesen Weltmeisterschaftsläufen meldeten sich die Scuderia Settecolli und Lippi 1961 für den Gran Premio di Modena und die Coppa Italia, 1962 für den Gran Premio di Napoli und den Gran Premio del Mediterraneo sowie 1963 für den Gran Premio di Roma in Vallelunga. Bei der Veranstaltung in Vallelunga waren insgesamt sechs De Tomaso-Konstruktionen gemeldet, darunter zwei für das Werksteam Scuderia De Tomaso. Lippi kam hier als Vierter ins Ziel. Er war in diesem Rennen der beste De Tomaso-Fahrer und erreichte hier zugleich das beste Ergebnis seiner Formel-1-Karriere.
Nachdem Lippi zusammen mit der Scuderia Settecolli 1963 auch in der Formel Junior angetreten war, beendete er 1964 seine aktive Rennfahrerkarriere. Er beschäftigte sich später mit dem Fahrertraining. Er starb im Oktober 2011.

## Statistik

### Statistik in der Automobil-Weltmeisterschaft
Diese Statistik umfasst alle Teilnahmen des Fahrers an der Automobil-Weltmeisterschaft, die heutzutage als Formel-1-Weltmeisterschaft bezeichnet wird.

#### Gesamtübersicht
| Saison | Team                | Chassis          | Motor       | Rennen | Siege | Zweiter | Dritter | Poles | schn. Rennrunden | Punkte | WM-Pos. |
| ------ | ------------------- | ---------------- | ----------- | ------ | ----- | ------- | ------- | ----- | ---------------- | ------ | ------- |
| 1961   | Scuderia Settecolli | De Tomaso F1-002 | OSCA 1.5 L4 | 1      | −     | −       | −       | −     | −                | −      | NC      |
| Gesamt | Gesamt              | Gesamt           | Gesamt      | 1      | −     | −       | −       | −     | −                | −      |         |

#### Einzelergebnisse
| Saison | 1 | 2 | 3 | 4 | 5 | 6   | 7 | 8 | 9 | 10 |
| ------ | - | - | - | - | - | --- | - | - | - | -- |
| 1961   |   |   |   |   |   |     |   |   |   |    |
|        |   |   |   |   |   | DNF |   |   |   |    |
| 1962   |   |   |   |   |   |     |   |   |   |    |
|        |   |   |   |   |   | DNQ |   |   |   |    |
| 1963   |   |   |   |   |   |     |   |   |   |    |
|        |   |   |   |   |   | DNQ |   |   |   |    |

| Legende  | Legende            | Legende                                                          |
| Farbe    | Abkürzung          | Bedeutung                                                        |
| -------- | ------------------ | ---------------------------------------------------------------- |
| Gold     | –                  | Sieg                                                             |
| Silber   | –                  | 2. Platz                                                         |
| Bronze   | –                  | 3. Platz                                                         |
| Grün     | –                  | Platzierung in den Punkten                                       |
| Blau     | –                  | Klassifiziert außerhalb der Punkteränge                          |
| Violett  | DNF                | Rennen nicht beendet (did not finish)                            |
| Violett  | NC                 | nicht klassifiziert (not classified)                             |
| Rot      | DNQ                | nicht qualifiziert (did not qualify)                             |
| Rot      | DNPQ               | in Vorqualifikation gescheitert (did not pre-qualify)            |
| Schwarz  | DSQ                | disqualifiziert (disqualified)                                   |
| Weiß     | DNS                | nicht am Start (did not start)                                   |
| Weiß     | WD                 | zurückgezogen (withdrawn)                                        |
| Hellblau | PO                 | nur am Training teilgenommen (practiced only)                    |
| Hellblau | TD                 | Freitags-Testfahrer (test driver)                                |
| ohne     | DNP                | nicht am Training teilgenommen (did not practice)                |
| ohne     | INJ                | verletzt oder krank (injured)                                    |
| ohne     | EX                 | ausgeschlossen (excluded)                                        |
| ohne     | DNA                | nicht erschienen (did not arrive)                                |
| ohne     | C                  | Rennen abgesagt (cancelled)                                      |
| ohne     | keine WM-Teilnahme |                                                                  |
| sonstige | P/fett             | Pole-Position                                                    |
| sonstige | 1/2/3/4/5/6/7/8    | Punktplatzierung im Sprint-/Qualifikationsrennen                 |
| sonstige | SR/kursiv          | Schnellste Rennrunde                                             |
| sonstige | *                  | nicht im Ziel, aufgrund der zurückgelegten Distanz aber gewertet |
| sonstige | ()                 | Streichresultate                                                 |
| sonstige | unterstrichen      | Führender in der Gesamtwertung                                   |

### Le-Mans-Ergebnisse
| Jahr | Team                    | Fahrzeug               | Teamkollege        | Platzierung | Ausfallgrund    |
| ---- | ----------------------- | ---------------------- | ------------------ | ----------- | --------------- |
| 1957 | Automobili Stanguellini | Stanguellini Prototipo | Francesco Siracusa | Ausfall     | Zündungsschaden |

### Einzelergebnisse in der Sportwagen-Weltmeisterschaft
| Saison | Team               | Rennwagen              | 1   | 2   | 3   | 4   | 5   | 6   | 7   |
| ------ | ------------------ | ---------------------- | --- | --- | --- | --- | --- | --- | --- |
| 1953   |                    | Fiat 1100              | SEB | MIM | LEM | SPA | NÜR | RTT | CAP |
| 1953   | 141                | Fiat 1100              |     |     |     |     |     |     |     |
| 1954   |                    | Fiat 1100              | BUA | SEB | MIM | LEM | RTT | CAP |     |
| 1954   |                    | Fiat 1100              | 86  |     |     |     |     |     |     |
| 1956   | Alberto Ralli      | Stanguellini 750 Sport | BUA | SEB | MIM | NÜR | KRI |     |     |
| 1956   | Alberto Ralli      | Stanguellini 750 Sport | 137 |     |     |     |     |     |     |
| 1957   | Stanguellini       | Stanguellini Prototipo | BUA | SEB | MIM | NÜR | LEM | KRI | CAR |
| 1957   | Stanguellini       | Stanguellini Prototipo |     | DNF |     |     |     |     |     |
| 1961   | Milano Racing Club | Lotus Eleven           | SEB | TAR | NÜR | LEM | PES |     |     |
| 1961   | Milano Racing Club | Lotus Eleven           |     | DNF |     |     |     |     |     |